# Hug of Thunder
Hug of Thunder è il quinto album in studio del collettivo musicale canadese Broken Social Scene, pubblicato nel 2017.

## Tracce
1. Sol Luna – 1:20
2. Halfway Home – 4:41
3. Protest Song – 4:18
4. Skyline – 4:11
5. Stay Happy – 4:11
6. Vanity Pail Kids – 3:59
7. Hug of Thunder – 4:54
8. Towers and Masons – 4:01
9. Victim Lover – 4:55
10. Please Take Me with You – 4:54
11. Gonna Get Better – 5:11
12. Mouth Guards of the Apocalypse – 5:44